# Untold Story
Untold Story från 1997 är ett musikalbum med Peter Gullin Trio.

## Låtlista
1. Sunrise (Morten Kargaard) – 5:37
2. My Romance (Richard Rodgers) – 6:57
3. Untold Story (Morten Kargaard) – 5:47
4. Incognito (Peter Gullin) – 11:16
5. Flying Eagle (Morten Kargaard) – 3:51
6. The House of the Rising Sun (trad) – 7:27
7. Men stig in (Peter Gullin) – 10:03
8. Inga vanliga stunder (Peter Gullin) – 3:27
9. Autumn Leaves (Joseph Kosma/Jacques Prévert/Johnny Mercer) – 7:39
10. Free as a Bird (John Lennon) – 4:30

## Medverkande
- Peter Gullin – tenor- & barytonsax
- Morten Kargaard – gitarr
- Ole Rasmussen – bas